# Andrée Geulen
Andrée Geulen, née le 6 septembre 1921 à Schaerbeek et morte le 31 mai 2022 à Ixelles, est une enseignante belge qui a contribué à sauver environ 300 enfants juifs durant la Seconde Guerre mondiale.

## Biographie
Andrée Geulen est née le 6 septembre 1921 dans une famille de la bourgeoisie libérale bruxelloise.
En 1942, alors jeune enseignante de 21 ans à Bruxelles, lorsqu’elle vit certains de ses élèves arriver un matin à l’école avec l’étoile jaune obligatoire sur leurs vêtements, Andrée Geulen fit l’expérience de la persécution des Juifs pour la première fois,.
Elle rencontre Ida Sterno, assistante sociale juive, qui cherchait une collaboratrice non-juive avec un physique de « type aryen »  et qui lui propose de rejoindre le Comité de défense des Juifs (CDJ), dans la section « enfance » avec Hertz et Yvonne Jospa et Maurice Heiber,.
Par ailleurs, à la suite de la mission de Victor Martin, elle sait quel destin attend les Juifs.
Durant deux ans, avec Paule Renard et Claire Murdoch, elle est chargée d'aller chercher des enfants juifs dans leur famille d’origine et de les conduire en lieu sûr dans des familles belges, des pensionnats tenus par des communautés religieuses et dans d'autres endroits tels que le home Reine Elisabeth à Jamoigne. Elle met à profit les déplacements par les transports en commun pour expliquer aux enfants en âge de comprendre qu'ils ne peuvent plus se dire Juifs et leur apprendre leur nouvelle identité.
Ce réseau maintient le contact avec ces enfants placés et les déplace selon les nécessités pour prévenir les risques. Un système de cahiers, imaginé par Estera Heiber-Fajersztejn (appelée « Madame Pascale »), l'épouse de Maurice Heiber, établit la correspondance entre le nom originel de l’enfant, sa famille d’origine et son nom d’emprunt via un numéro de référence.
Pour préserver la sécurité des enfants juifs, le CDJ fragmentait les informations en cinq cahiers cachés séparément et déplacés régulièrement. En effet, il fallait les cinq cahiers pour posséder toutes les informations concernant un enfant (nom, adresse…). Après la Libération en 1944, les cahiers ont encore permis de rendre les enfants cachés à leurs parents, ou à la famille proche lorsque les parents avaient disparu en déportation.
Elle quitte le domicile familial et s'installe dans l'école où elle enseigne, l'Institut Gatti de Gamond, où douze enfants juifs sont cachés à l'initiative de la directrice, Odile Ovart. En mai 1943, les Allemands font une descente dans l’école au milieu de la nuit. C'était le week-end de la Pentecôte et seuls les enfants juifs sont présents, les autres élèves étant rentrés dans leurs familles. Les enfants sont arrêtés et les enseignants interrogés. Odile Ovart et son mari  Rémy Ovart sont arrêtés et déportés. Ils mourront en camp de concentration et seront reconnus Justes parmi les nations. Andrée Geulen, bien que présente cette nuit-là, échappe à l'arrestation. Sous un faux nom, elle loue avec Ida Sterno une maison à Ixelles. Mais un an plus tard, en mai 1944, Ida Sterno est arrêtée et internée au camp de rassemblement (SS Juden Samellager Mecheln) de la Caserne Dossin de Malines où Andrée Geulen parvient même à lui rendre visite, non sans avoir de justesse réussi à récupérer les cahiers. Ayant complètement changé son aspect physique, elle entre dans la clandestinité et continue ses activités de sauvetage.
Après la guerre, elle s'emploie à rendre les enfants à leurs parents ou d'autres proches. Elle a accompagné plus de 300 enfants juifs dans un lieu où ils sont cachés et leur a permis d'échapper à l'arrestation. Au total, grâce au Comité de défense des juifs, ce sont près de 4 000 enfants qui ont échappé à la déportation.
Après la guerre, Andrée Geulen s'inscrit au parti communiste comme beaucoup d'autres résistants.
Elle épouse Charles Herscovici en 1948. Ils ont deux filles : Anne et Catherine Herscovici,.
Dans les années 1950, elle assure la diffusion de la revue Les Lettres françaises et organise des conférences littéraires auxquelles participent, entre autres, Paul Eluard et Claude Roy. Le couple Herscovici-Geulen accueille des militants pour la paix des quatre coins du monde.
En mai 1991, elle participe à la première Réunion internationale des enfants juifs cachés pendant la Seconde Guerre mondiale à New York.

### Mort
Andrée Geulen meurt le 31 mai 2022 à Bruxelles.

## Reconnaissances
En 1979, Andrée Geulen est un des intervenants du film documentaire Comme si c'était hier réalisé par Myriam Abramowicz qui traite du sauvetage des enfants juifs.
En 1989, Andrée Geulen est reconnue Juste parmi les nations.
Le 18 avril 2007, elle reçoit la nationalité israélienne à titre honorifique lors d’une cérémonie à Yad Vashem, à l'occasion d'une Réunion internationale des enfants cachés qui se tient à Jérusalem où témoigne l'historien belge Maxime Steinberg, lui même ancien enfant caché. Son témoignage L'enfant caché, un succès de la Résistance est sur YouTube . En acceptant ces marques de reconnaissance, Andrée Geulen a dit : 

« Ce que j’ai fait était mon simple devoir. Désobéir aux lois de l’époque était la chose normale à faire. »

En 2003, Bernard Balteau et Frédéric Dumont réalisent le film Un simple maillon dans lequel elle raconte ses souvenirs, mettant en lumière le rôle des femmes dans le réseau,.
Andrée Herscovici-Geulen s'est vu décerner le « Prix du Mensch de l'année 2004 » par le Centre communautaire laïc juif (CCLJ, Bruxelles), prix qui honore une personnalité de la communauté juive de Belgique pour son humanisme.
Des pavés de la mémoire sont posés à Woluwe-Saint-Pierre, à l'emplacement de l'internat du Lycée royal Gatti de Gamond, en hommage aux enfants juifs victimes de la rafle de mai 1943, à Odile Henri et Rémy Ovart.
En septembre 2021, sur proposition du bourgmestre et avec le soutien du Conseil communal d'Ixelles, elle est faite Citoyenne d'honneur de la Commune.

### Documentaires
- Un simple maillon, film documentaire de Frédéric Dumont et Bernard Balteau dans lequel Andrée Geulen raconte comment douze femmes du Comité de Défense des Juifs se sont organisées en Belgique occupée pour sauver des milliers d'enfants. Production Les Films de la Mémoire, RTBF, WIP.
- Les enfants sans ombre, film documentaire de Bernard Balteau. L'histoire de Shaul Harel précédemment Charlie Hilsberg, revenant 62 ans plus tard sur les traces de sa vie d'enfant caché et en faisant le récit à ses deux filles. Production RTBF et Dérives. 2009